# Guidan Gobgé
Guidan Gobgé (auch: Gobgé, Guidan Gabjé, Guidan Gobgi, Guidan Gobjé) ist ein Dorf in der Landgemeinde Ourafane in Niger.

## Geographie
Das von einem traditionellen Ortsvorsteher (chef traditionnel) geleitete Dorf befindet sich rund 23 Kilometer nördlich des Hauptorts Ourafane der gleichnamigen Landgemeinde, die zum Departement Tessaoua in der Region Maradi gehört. Zu den Siedlungen in der näheren Umgebung von Guidan Gobgé zählen Dan Aï Saboua im Nordosten, Gararé im Südosten und Kahin Gatari im Südwesten.
Es herrscht das Klima der Sahelzone vor, mit einer durchschnittlichen jährlichen Niederschlagsmenge zwischen 300 und 400 mm.

## Bevölkerung
Bei der Volkszählung 2012 hatte Guidan Gobgé 860 Einwohner, die in 94 Haushalten lebten. Bei der Volkszählung 2001 betrug die Einwohnerzahl 776 in 95 Haushalten und bei der Volkszählung 1988 belief sich die Einwohnerzahl auf 1748 in 264 Haushalten.
Die Bevölkerungsdichte in diesem Gebiet ist mit 10 bis 20 Einwohnern je Quadratkilometer relativ gering.

## Wirtschaft und Infrastruktur
Im Dorf wird ein Wochenmarkt abgehalten. Der Markttag ist Freitag. Der Markt wurde nach 1960, dem Jahr der staatlichen Unabhängigkeit Nigers, etabliert. Guidan Gobgé liegt in einem Gebiet des Übergangs zwischen der Naturweidewirtschaft des Nordens und des Ackerbaus des Südens, was zu Landnutzungskonflikten führt. Es gibt eine Schule im Ort.